# ミッシング (1982年の映画)
『ミッシング』（Missing）は、1982年のアメリカ合衆国の社会派映画。
1973年9月に南米チリで発生した軍事クーデター最中に起きたアメリカ人男性チャールズ・ホーマン失踪事件を描いたトマス・ハウザーの書籍『The Execution of Charles Horman: An American Sacrifice』（1978年、1982年に『Missing』のタイトルで再発売）をコスタ＝ガヴラス監督が映画化した作品。
出演はジャック・レモンとシシー・スペイセクなど。
第35回カンヌ国際映画祭最高賞パルム・ドールおよび男優賞（ジャック・レモン）受賞。
第55回アカデミー賞脚色賞受賞。

## ストーリー
1973年、軍事クーデターの起きた南米・チリで、妻ベスと暮らしていたアメリカ人の青年チャールズ・ホーマンが行方不明になる。
ベスから知らせを受けたチャールズの父エドは、現地でベスとともにチャールズの行方を追うが、その行方はようとして知れない。チャールズの失踪にはクーデターが深く関わっており、そこには米国による陰謀が見え隠れしていた。

## 登場人物
エド・ホーマン
チャールズ・ホーマンの父。ニューヨークの成功したビジネスマン。
クリスチャン・サイエンスを信奉する敬虔なキリスト教徒で保守的な人物であり、左翼的な考えを持つ息子とその妻ベスをあまり心良く思っていない。
ベス・ホーマン
チャールズ・ホーマンの妻。
テリー・サイモン
チャールズ・ホーマンの友人。
チャールズ・ホーマン
南米で失踪したアメリカ人。
作家志望であり、チリでは児童向けの絵本や文学の創作などをしていた。父とは違い左翼の理想主義者。

### キャスト
| 役名                   | 俳優                 | 日本語吹き替え | 日本語吹き替え |
| 役名                   | 俳優                 | ソフト版       | 日本テレビ版   |
| ---------------------- | -------------------- | -------------- | -------------- |
| エド・ホーマン         | ジャック・レモン     | 牛山茂         | 中村正         |
| ベス・ホーマン         | シシー・スペイセク   | 日野由利加     | 野沢雅子       |
| テリー・サイモン       | メラニー・メイロン   | 本田貴子       | 吉田理保子     |
| チャールズ・ホーマン   | ジョン・シェア       | 落合弘治       | 安原義人       |
| レイ・タワー海軍大佐   | チャールズ・シオフィ | 乃村健次       | 加藤正之       |
| フィル・パットナム領事 | デヴィッド・クレノン | 加瀬康之       | 千田光男       |

- 日本テレビ版：初回放送1986年5月23日『金曜ロードショー』